# Gonzalo Robles Orozco
Gonzalo Jesús Robles Orozco (Madrid, 11 de abril de 1959) es un político español afiliado al Partido Popular (PP). A lo largo de su carrera, ha desempeñado diversos cargos en la administración pública y en el ámbito político.

## Formación académica
Robles es licenciado en Antropología Social y Cultural por la Universidad Complutense de Madrid y cuenta con un posgrado en Administración y Dirección de Empresas por el IESE Business School.

## Trayectoria profesional
- Concejal del Ayuntamiento de Madrid: Inició su carrera política como concejal en el Ayuntamiento de Madrid entre 1983 y 1986.
- Miembro de la Asamblea Parlamentaria del Consejo de Europa.
- Diputado en el Congreso de los Diputados: Fue diputado por el PP en las legislaturas III, IV, V, VI, VII, VIII, IX y X, representando a la provincia de Salamanca.
- Delegado del Gobierno para el Plan Nacional sobre Drogas: Encabezó iniciativas para combatir el consumo de drogas en España desde 1996 hasta octubre de 2003.
- Secretario de Estado para la Extranjería y la Inmigración: Gestionó políticas relacionadas con la inmigración y extranjería en el país desde octubre de 2003 hasta abril de 2004.
- Senador por Salamanca: En la XI Legislatura (2015-2016) y en la XIV Legislatura (2019-2023), representó a Salamanca en el Senado, donde fue portavoz de la Comisión de Asuntos Iberoamericanos y vicepresidente de la Comisión de Asuntos Exteriores.[2]

## Áreas de trabajo
Robles ha centrado su labor en temas como cooperación al desarrollo, inmigración y asuntos iberoamericanos, reflejando su compromiso con la política exterior y las relaciones internacionales de España.